# Spitalkirche St. Maria (Nabburg)

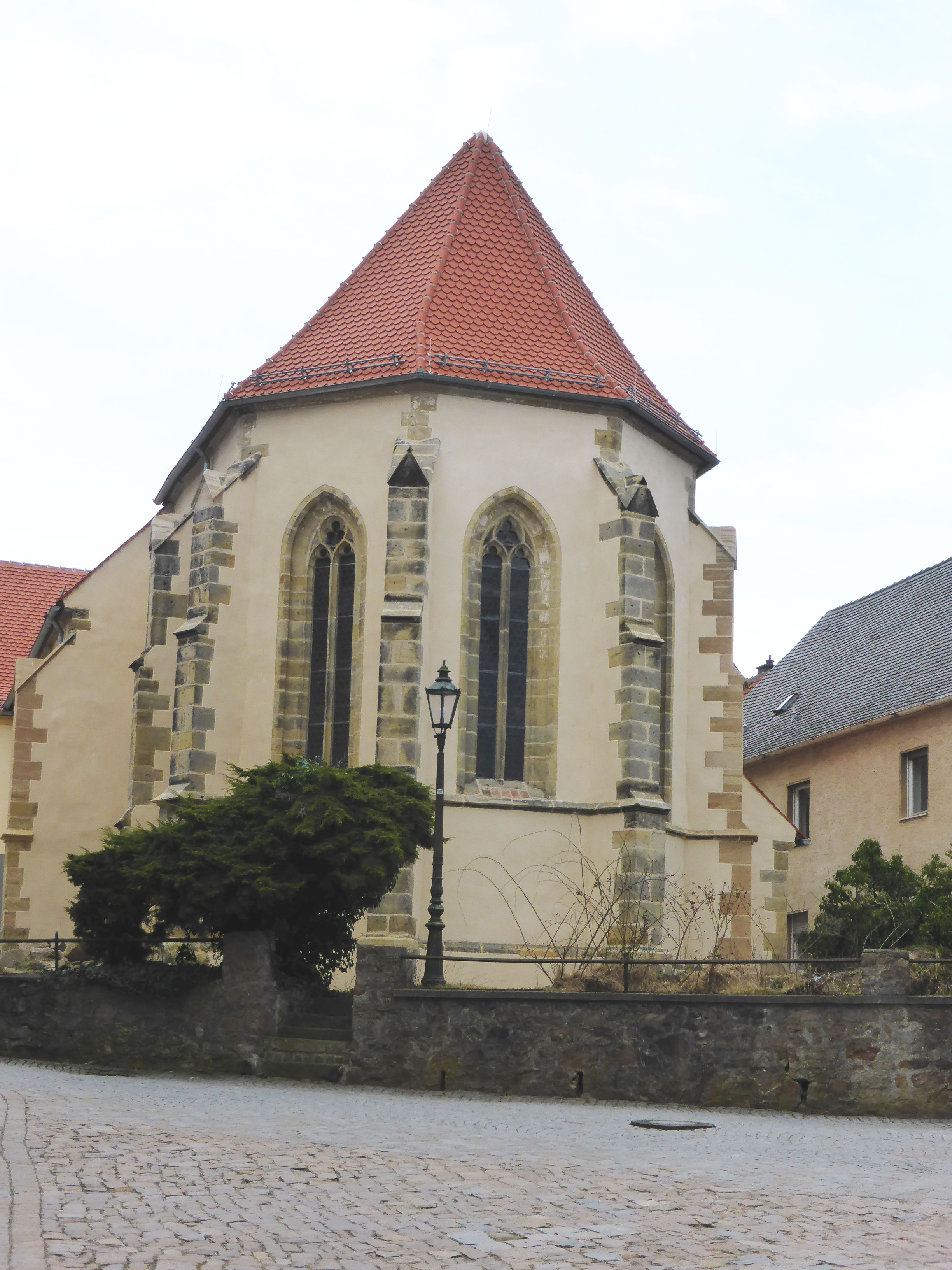
Spitalkirche St. Maria in Nabburg

Die ehemalige Spitalkirche St. Maria in Nabburg, einer Stadt im Landkreis Schwandorf der Oberpfalz, ist unter der Denkmalnummer D-3-76-144-22 als Baudenkmal in die Bayerische Denkmalliste eingetragen.

## Geschichte
Die Marienkirche gehörte ursprünglich zu einem Spitalkomplex, gestiftet 1423 von einem Ulrich Tobhendl. 1725 und 1751 wurde sie im Innenraum barock umgestaltet. 1842 wurde sie an einen Privatmann verkauft und aufgeteilt. Der westliche Teil diente als Wohnung und Treppenhaus des Vordergebäudes, der Ostchor wurde ein Lagerraum. 1998 kaufte die Stadt Nabburg das Gebäude zurück und ließ es rekonstruieren und sanieren. Seit 2017 wird die Kirche als Veranstaltungszentrum genutzt.

## Beschreibung
Die Kirche wurde in der zweiten Hälfte des 14. Jahrhunderts als römisch-katholische Dreifaltigkeitskirche erbaut. Sie besteht aus einem Langhaus mit drei Achsen, das mit einem Satteldach bedeckt ist, einem eingezogenen Chor mit Fünfachtelschluss, der von Strebepfeilern gestützt wird, und der Sakristei, die mit einem Pultdach bedeckt ist. Die Kirche wurde im 18. Jahrhundert barock umgebaut, im 19. Jahrhundert während der Säkularisierung wurde sie profaniert.
Im Zuge der Sanierungsmaßnahmen seit den 2000er Jahren erhielt der Raum eine moderne Licht- und Schallanlage, der Chorraum wurde mit einer hölzernen Tribüne ausgestattet, im ehemaligen Langhaus wurde eine Flachdecke eingezogen, der Boden gefliest und eine Empore gegenüber dem Chor eingezogen.